# Toaleta Wenus (obraz Johanna Lissa)
Toaleta Wenus (niem. Die Toilette der Venus) – obraz barokowego malarza Johanna Lissa.
W dojrzałym okresie artystycznym Liss zaczął tworzyć, kosztem obrazów rodzajowych, dzieła o tematyce mitologicznej. Od 1621 roku przebywał w Wenecji, gdzie pod wpływem Fettiego zmienił swój styl, wprowadzając bogatsze modulacje koloru i światła oraz nieregularną fakturę, tak popularną w późniejszej szkole weneckiej okresu baroku.
Temat bogini Wenus przed lustrem był jednym z najpopularniejszych w renesansie i w późniejszych okresach. Podejmowali go m.in. Tycjan, Rubens, Francesco Albani (Toaleta Wenus) czy Diego Velázquez. W Toalecie Wenus Lissa widać wpływy głównie Rubensa: kobieta stojąca tyłem przypomina tę z rubensowskiej Wenus, oraz wpływy Paola Veronesa. Liss tradycyjnie przedstawia nagą Wenus w towarzystwie równie roznegliżowanych służek i z kupidynami. Dwa z nich bawią się w powietrzu, jeden zagląda pod czerwone prześcieradło, a czwarty trzyma lustro. Tradycyjnie, gdy Wenus przegląda się w lustrze, widz widzi jej odbicie. Liss zrezygnował z tego i przedstawiając profil bogini, nie umieścił jej podobizny w lustrze, co jest rzadkością w tego typu dziełach.